# Halocromismo
Halocromismo se refere à propriedade de certos materiais em mudar de cor em função de alterações de pH do meio onde se encontram. O termo ‘crômico’ é definido como materiais que podem mudar sua cor reversivelmente com a presença de um fator. O fator, neste caso, é o pH. Os indicadores de pH tem esta propriedade.
Substâncias halocrômicas são apropriadas como indicadores em ambientes onde a mudança no pH ocorre com frequência, ou onde a variação do pH é extrema. Substâncias halocrômicas podem ser usadas para indicar o potencial de ação se um meio sobre outros materiais, por exemplo, indicando o potencial de corrosão ácida de uma solução frente a um metal imerso nesta.
Outro uso potencial do halocromismo é na determinação de pH de soluções. A cor obtida pela adição de uma substância halocrômica na solução em teste é comparada com uma solução de referência, ou seja, uma solução de pH conhecido contendo a substância halocrômica na mesma concentração, temperatura e pressão. Pela comparação visual (ou instrumental), o pH da solução em teste pode ser estimado. A determinação visual possui a desvantagem da sensibilidade do visão humana ser dependente da cor. Outra desvantagem deste método é que soluções coloridas muitas vezes mascaram a mudança de cor do indicador halocrômico.

## Mecanismo
A mudança cromática de moléculas halocrômicas ocorre quando esta se ligada a íons hidrônio (H3O+) ou hidroxila (OH-) presentes na solução. Estas interações resultam em mudanças estruturais nos sistemas conjugados da molécula, alterando, por consequência, a energia das ligações e os comprimentos de onda que são absorvidos. O resultado final é a alteração da cor que é percebida para a substância. 
Exemplo de substância halocrômica é o azul de bromotimol, que altera sua cor amarela (forma protonada) em meio ácido (excesso de hidrônio) para azul (forma desprotonada) em meio básico (excesso de hidroxila). A cor verde intermediária é resultado da presença de ambas as formas - protonada e desprotonada - simultaneamente.

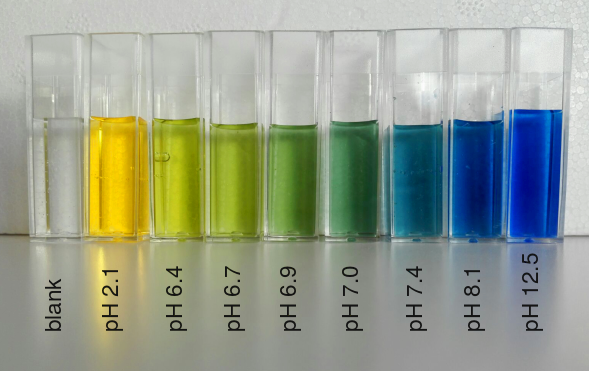
Coloração de soluções contendo azul de bromotimol, em função do pH. A solução marcada como "blank" indica a coloração original da solução sem adição do azul de bromotimol.

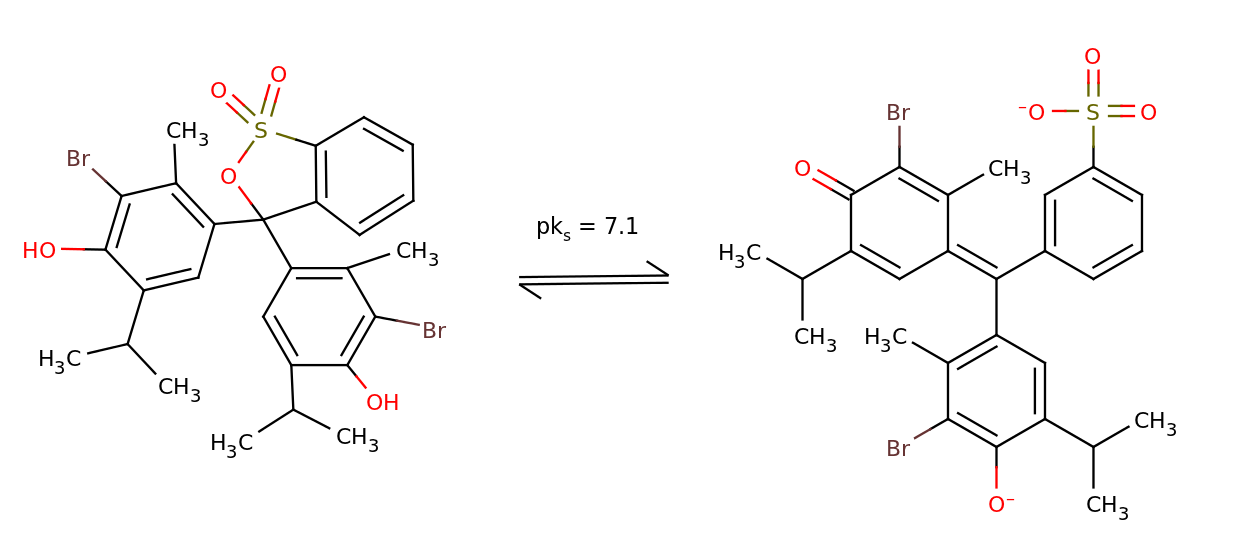
Formas protonada (esquerda) e desprotonada (direita) do azul de bromotimol

Importante notar que a variação de tonalidade observada para substâncias halocrômicas se deve exclusivamente à variação da concentração da forma predominante em função do pH. Por exemplo, para o azul de bromotimol, a variação da intensidade da cor azul com o aumento do pH se deve exclusivamente ao aumento da concentração da forma desprotonada desta molécula, e não a uma contínua variação da estrutura.